# Ministrinho
Pedro Sernagiotto (São Paulo, 17 de novembro de 1908 — São Paulo, 5 de abril de 1965), conhecido como Ministrinho, foi um futebolista ítalo-brasileiro e um dos mais importantes jogadores da história do Palmeiras no período em que a equipe se chamava Palestra Itália. Ponta-direita, em 1929, foi considerado o jogador mais popular da cidade de São Paulo, por meio de uma votação promovida por um jornal da época.

## Carreira
Ministrinho foi descoberto pela diretoria do Palestra Itália jogando futebol nas proximidades da paulistana Rua Augusta, onde nasceu e passou a infância. O apelido surgiu em homenagem a outro grande ponta-direita do Palestra dos anos 20, o italiano Giovanni Del Ministro, conhecido simplesmente como Ministro.
Em 1931, trocou a equipe de São Paulo pela italiana Juventus de Turim, mas, por engano, assinou contrato com dois times ao mesmo tempo e ficou suspenso por um ano do futebol. Mesmo assim, a Juventus o sustentou e colheu frutos na sequência, com os títulos nacionais de 1933 e 1934.
Ainda em 1934, retornou ao Palestra e jogou na equipe até 1935. Jogou ainda no São Paulo e na Portuguesa de Desportos, antes de encerrar a carreira, de novo, no Palestra, já nos anos 40, quando a equipe mudou o nome para Palmeiras.

## Títulos
Juventus
- Campeonato Italiano: 1932–33 e 1933–34

Palmeiras
- Campeonato Paulista: 1942